# Haidomyrmecinae
Haidomyrmecinae (v angličtině nazýváni pekelní mravenci = hell ants) jsou vyhynulá podčeleď mravencovitých (Formicidae), samostatná skupina vývojově zjevně předcházející posledními společnému předkovi všech dnes žijících mravencovitých a nespadající ani mezi jejich kmenové linie. Jejich jedinečným znakem jsou kusadla připomínající kosu společně s rohovitými výběžky na hlavě – mezi kusadla a rohy tito mravenci lapali kořist, jak prokázal i dochovaný nález z barmského jantaru. Takový způsob lovu nemá mezi současnými mravenci obdobu. U některých druhů snad mohl být výrůstek na hlavě zpevněn přítomností kovů. Podle starších, alternativních názorů měla kusadla sloužit k přenášení kapek vody či transportu nektaru do hnízda.
Nálezy pekelných mravenců pocházejí zejména z různých nalezišť křídového jantaru z tehdejší Laurasie (Francie, Kanada a Myanmar), a jsou staré až okolo 100 milionů let. Z roku 2025 pochází ještě starší nález ze severovýchodní Brazílie dochovaný v hornině, starý asi 113 milionů let, jenž svědčí o širokém rozšíření této skupiny a toleranci rozmanitých biotopů. Brazilský rod Vulcanidris zároveň v době popisu představoval nejstaršího mravence známého vědě. Nejmladší fosilie pekelných mravenců jsou staré asi 78 milionů let, zástupci podčeledi Haidomyrmecinae tak podle některých názorů mohli vyhynout ještě před vymíráním K-T.